# Leonard Proxauf
Leonard Proxauf (né le 27 novembre 1995 à Berlin, Allemagne) est un comédien autrichien surtout connu pour son rôle de Martin dans le film ayant remporté un Golden Globe Le Ruban blanc.
Proxauf est né à Berlin. Sa mère, Katja Proxauf, est autrichienne et est actrice et agent d'artiste. Il a commencé sa carrière à l'âge de 9 ans. Son premier rôle mineur a été le personnage des jeunes Behrendt dans le film Lohn deiner Angst, en 2006. Proxauf obtient son premier grand rôle en 2006. Il joue Jonas Block dans le film Nimmermeer (2006). En 2008, il joue le petit rôle de Christian Buddenbrook dans le film Les Buddenbrook littéraires
Il joue le rôle du fils du révérend, Martin, dans le drame historique Le Ruban blanc (2009) de Michael Haneke. Cette coproduction européenne raconte des incidents mystérieux dans un village d'Allemagne du Nord à la veille de la Première Guerre mondiale et Proxauf remporte le Young Artist Award.
Proxauf apparaît en août et septembre 2010 à la télévision allemande (ZDF), dans la série policière Der Komissar und das Meer dans le rôle de Niklas, fils d'inspecteur de police. Il apparaîtra également dans le téléfilm Der Test.

## Filmographie

### Cinéma
- 2006 : Lohn deiner Angst de Joerg Rampke : enfant Behrendt
- 2006 : Nimmermeer (de) de Toke Constantin Hebbeln : Jonas
- 2008 : Les Buddenbrook, le Déclin d'une famille (Buddenbrooks) de Heinrich Breloer : enfant Christian Buddenbrook
- 2008 : Le Ruban blanc (Das weiße Band) de Michael Haneke : Martin

### Télévision
- 2011 : Der Kommissar und das Meer (de), épisodes Eiserne Hochzeit et Laila réalisés par Anno Saul : Niklas Anders
- 2012 : Tatort, épisode Kinderland réalisé par Thomas Jauch : Paul Tremmel